# Pogány
Pour les articles homonymes, voir Pogány (homonymie).
Pogány est un village et une commune du comitat de Baranya en Hongrie.